# Locomotiva Crampton

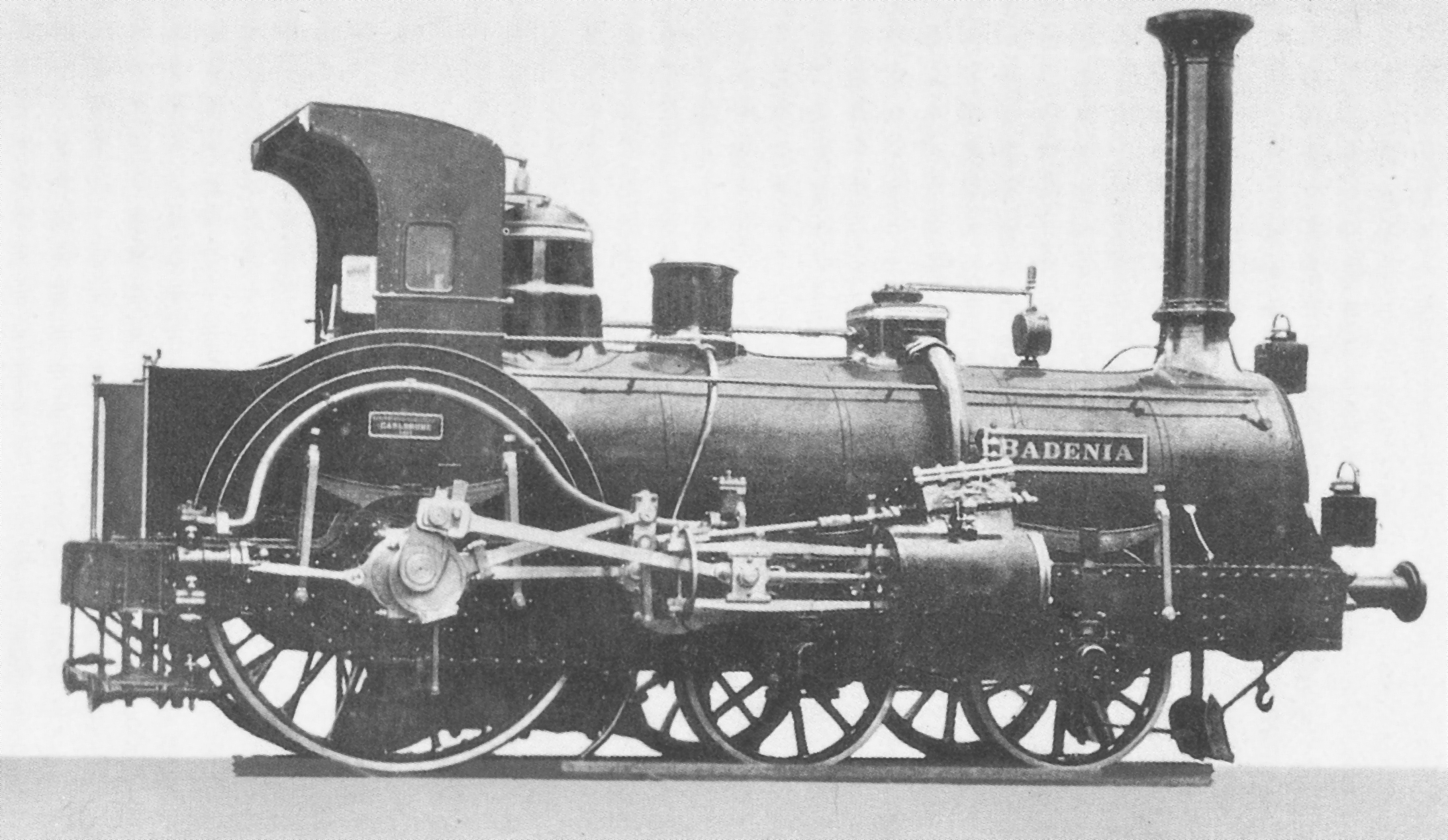
Locomotiva delle ferrovie del Baden, n.7 Badenia

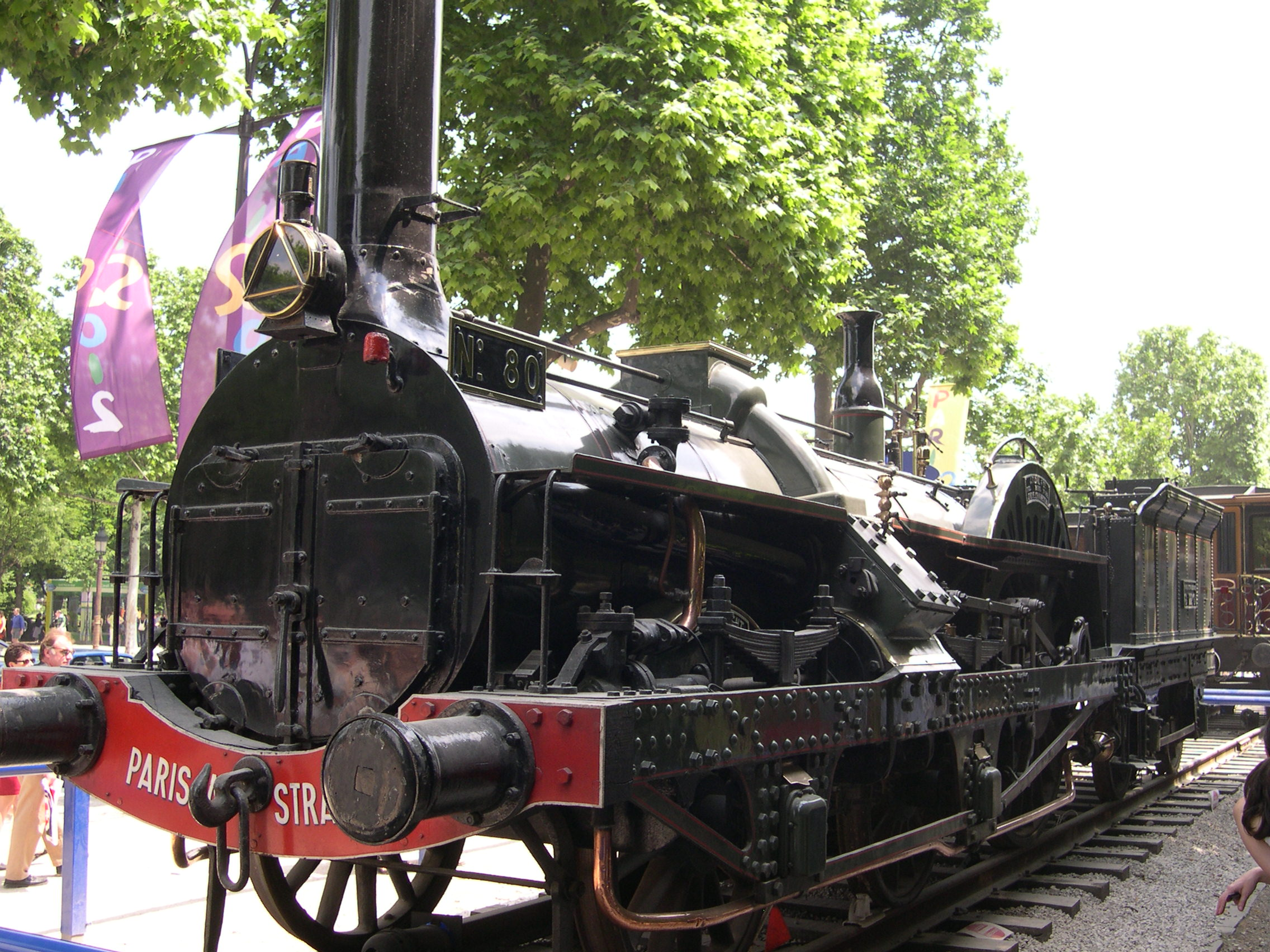
Locomotiva Le Continent n.80, esposta a Parigi nel 2003

La locomotiva Crampton fu un tipo di locomotiva a vapore ideato e costruito, a partire dal 1846 in Inghilterra, da Thomas Russell Crampton. A differenza delle macchine coetanee era caratterizzata da un baricentro particolarmente basso e da un unico asse motore di grandi dimensioni posto in posizione estremamente arretrata.
La disposizione classica del rodiggio era composta da due assi portanti e un asse motore posteriore (2 A). Tale disposizione era resa necessaria dal fatto che, date le limitazioni tecniche dell'epoca, per aumentare in diametro della ruota motrice oltre certi limiti era necessario disporla in posizione arretrata rispetto al forno. Era in grado di raggiungere i 120 km/h e pertanto era ricercata dalle compagnie più prestigiose che offrivano i servizi passeggeri più veloci..
Le locomotive 'Crampton ebbero grande successo soprattutto in Francia, dove ne vennero impiegate oltre 120 unità e in Germania che ne ebbe in circolazione oltre 130; qualcuna circolò anche in Italia. Nel paese di origine, la Gran Bretagna, ne furono utilizzate 45 unità. Furono rilasciate licenze per la costruzione in altri paesi: uno dei costruttori francesi, su licenza, fu Cail ma ne vennero prodotte anche negli Stati Uniti d'America. 

## Locomotive preservate
La locomotiva Le Continent n.80, del 1852 è esposta al Musée des chemins de fer di Mulhouse.